# Договор в Фонтенбло (октябрь 1807)
Договор в Фонтенбло был секретным соглашением, подписанным 27 октября 1807 года в Фонтенбло, Франция, между испанским королем Карлом IV и французским императором Наполеоном. Согласно договору, династия Браганса должна была быть изгнана из Португалии, а страну следовало поделить на три региона.
После обсуждения и согласования полномочным представителем Карла IV доном Эудженио Изкуэрдо и маршалом Жераром Дюроком, представителем Наполеона соглашение содержало 14 статей вместе с дополнительными положениями, касающимися распределения войск для запланированного вторжения в Португалию.
Согласно историку Чарльзу Оману, вполне вероятно, что Наполеон никогда не собирался выполнять положения договора. Помимо желания оккупировать Португалию, его реальная цель заключалась в том, чтобы тайно ввести крупные французские силы в Испанию и тем самым облегчить её последующий захват.

## Предыстория
После того, как его попытка вторжения в Великобританию в 1806 году потерпела неудачу, Наполеон объявил континентальную блокаду, которая запрещала торговлю британскими товарами по всему европейскому континенту. Португалия, традиционный союзник Англии, отказалась подчиняться ему. Чтобы вторгнуться в Португалию, Наполеону потребовался маршрут для его сухопутных войск через Испанию, что потребовало заключения договора с этой страной. Однако армия Жана Андоша Жюно уже вошла в Испанию задолго до подписания соглашения в Фонтенбло.

## Договор

### Статья 1
Провинция Энтре-Дуэро-и-Миньо вместе с городом Порту будет передана королю Этрурии вместе с титулом короля Северной Лузитании.

### Статья 2
В соответствии с этим разделом провинция Алентежу, наряду с королевством Алгарве, должна была быть отдана Мануэлю Годою, премьер-министру Испании и доверенному лицу жены Карла IV, Марии Луизы Пармской. Годой, который был известен как Príncipe de la Paz (Принц мира), в соответствии с договором также должен был получить титул принца Алгарвского. Его считали «мерзким и бесчестным» человеком, что ставило под сомнение возможность того, что Наполеон вручил бы такой приз человеку, которого он назвал «ужасом нации». Вместо этого, опять же по словам самого Наполеона, «он [Годой] — негодяй, который откроет мне ворота Испании».

### Статья 3
Контроль над провинциями Бейра, Траз-уш-Монтиш и Эштремадура будет приостановлен до тех пор, пока не наступит всеобщий мир, после чего они будут ликвидированы в соответствии с дальнейшим соглашением между сторонами договора.

### Статьи 4, 5, 6 и 7
Королевство Северная Лузитания будет передаваться потомкам короля страны согласно испанскому наследственному закону, как и княжество Алгарве. В отсутствие законных наследников какой-либо территории они должны вернуться испанскому престолу, никогда не объединяясь под одним сувереном. Обе сущности должны остаться под эгидой испанского короля и не могут вести войну или договариваться о мире без его согласия.

### Статья 8
Если провинции Бейра, Траз-уш-Монтиш и Эштремадура будут возвращены в случае всеобщего мира династии Браганса в обмен на Гибралтар, Тринидад и другие колонии, захваченные англичанами, новый суверен эти провинций будет связан с королём Испании на тех же условиях, описанных выше, что и король Северной Лузитании и принц Алгарвский.

### Статья 9
Король Этрурии передаёт свое королевство и всё своё имущество французскому императору.

### Статья 10
Когда оккупация Португалии будет завершена, правители соответствующих должны будут назначать комиссаров для установления фактических границ между ними.

### Статья 11
Французское правительство гарантировало, что вся испанская территория к югу от Пиренеев будет принадлежать испанскому королю.

### Статья 12
Король Испании должен получить титул «Король двух Америк» не позднее трёх лет после заключения договора.

### Статья 13
Острова, колонии и другие зарубежные владения Португалии будут поделены между Испанией и Францией.

### Статья 14
Подтверждает, что договор является секретным и требует ратификации в столице Испании Мадриде не позднее, чем через 20 дней после его подписания.

## Дополнительные условия
Войска вторжения состояли из 25 тыс. человек французской пехоты и 3 тыс. кавалеристов. Испания должна была предоставить 24 тыс. пехотинцев, 30 орудий и 3 тыс. всадников. Испанская кавалерия, артиллерия и 8 тыс. пехотинцев должны были присоединиться к французам в Алькантаре, а затем идти в Лиссабон. Энтре-Дуэро-и-Миньо и Порту должны занять 10 тыс. испанских пехотинцев, а 6 тыс. должны вторгнутся в португальскую Эштремадуру и Алгарве. Чтобы противостоять любому английскому вмешательству или португальской оппозиции, в Байонне нужно было собрать 40 тысяч человек.

## Последствия
30 ноября армия Жюно вошла в Лиссабон, после чего португальская королевская семья переехала в Бразилию, где оставалась до 1821 года. В 1808 году Испания перешла на другую сторону и тем самым начала Пиренейскую войну.

### Комментарии
1. ↑  "C'est un gredin qui m'ouvrira lui-même les portes de l'Espagne", from Fouché's Mémoires, Volume I, page 365